# Černá Nisa
Černá Nisa je řeka v okrese Liberec v České republice. Je 14,2 km dlouhá. Povodí má rozlohu 27 km².

## Průběh toku
Pramení východně od Olivetské hory v Jizerských horách, má převážně bystřinný charakter s velkým spádem a balvanitým řečištěm. Do Lužické Nisy se vlévá zprava ve Stráži nad Nisou.

## Využití
Na jejím horním toku byla postavena vodní nádrž Bedřichov, další malá vodní nádrž je v Rudolfově pod vodní elektrárnou napájenou z Bedřichovské přehrady podzemním kanálem. Vodácky je využívána od Rudolfova po Kateřinky. Jde o dnes pstruhovou řeku využívanou v minulosti mnoha průmyslovými podniky v Kateřinkách.